# عقيل آغا
عقيل آغا الحاسي كان زعيم في شمال فلسطين في منتصف القرن التاسع عشر، خلال الحكم العثماني. كان في الأصل قائدا للجنود العرب غير النظاميين، المعروفين باسم قبيلة حوارة، في خدمة ولاة عكا العثمانيين.